# Wim van der Voort
Pour les articles homonymes, voir van der Voort.
Willem van der Voort dit Wim van der Voort, né le 24 mars 1923 à 's-Gravenzande et mort le 23 octobre 2016 à Delft, est un patineur de vitesse néerlandais.

## Biographie
Lors des Jeux de 1952 à Oslo, van der Voort gagne la médaille d'argent sur le  1 500 mètres avec un temps de 2 min 20 s 6. Il arrive également à la 5e place du 5 000 m et à la 19e du 500 m lors de ces mêmes Jeux. Le patineur remporte également la course du 1 500 m lors des championnats du monde toutes épreuves 1951 et 1952 et aussi aux championnats d'Europe toutes épreuves de 1951 et de 1953. En combiné, il gagne une médaille de bronze aux championnats du monde toutes épreuves de 1953 et des médailles d'argent auxchampionnats d'Europe toutes épreuves de 1951 et de 1953.
Il meurt à l'âge de 93 ans le 23 octobre 2016, dans un hôpital de Delft.

## Palmarès

### Jeux olympiques
- Oslo 1952
  -  Médaille d'argent dans l'épreuve du 1 500 mètres

### Championnats du monde
- Helsinki 1953
  -  Médaille de bronze en combiné

### Championnats d'Europe
- Oslo 1951
  -  Médaille d'argent en combiné
- Hamar 1953
  -  Médaille d'argent en combiné

## Records personnels
Source :
| Épreuve  | Résultat      | Année |
| -------- | ------------- | ----- |
| 500 m    | 43 s 6        | 1951  |
| 1 500 m  | 2 min 14 s 9  | 1953  |
| 5 000 m  | 8 min 20 s 1  | 1953  |
| 10 000 m | 17 min 28 s 8 | 1949  |